# Dendrocacalia
Dendrocacalia är ett släkte av korgblommiga växter. Dendrocacalia ingår i familjen korgblommiga växter.
Kladogram enligt Catalogue of Life:
| Dendrocacalia | \| \| Dendrocacalia crepididifolia \| \| \| \| \| \| Dendrocacalia crepidifolia \| \| \| \| |
|               | \| \| Dendrocacalia crepididifolia \| \| \| \| \| \| Dendrocacalia crepidifolia \| \| \| \| |
|               | Dendrocacalia crepididifolia                                                                |
|               |                                                                                             |
|               | Dendrocacalia crepidifolia                                                                  |
|               |                                                                                             |